# Можайский, Александр Фёдорович
Алекса́ндр Фёдорович Можа́йский (9 [21] марта 1825, Роченсальм, Выборгская губерния — 20 марта [1 апреля] 1890, Санкт-Петербург) — русский военный деятель — контр-адмирал, изобретатель — пионер авиации.
Спроектировал и построил первый в России и один из первых в мире натурных самолётов. Согласно некоторым сообщениям, самолёт Можайского во время испытаний смог отделиться от земли.

## Биография

### Детство и юность
Александр Можайский родился 9 (21) марта 1825 в семье потомственного моряка, лейтенанта, будущего адмирала русского флота Фёдора Тимофеевича Можайского. Матерью его была дочь ревельского купца Юлия Ионовна Линдерман. Крестным отцом Александра Можайского стал командир Роченсальмского порта капитан-командор Иван Григорьевич Степанов. С 1835 по 8 (20) января 1841 года Александр Можайский обучался в Морском кадетском корпусе. 30 декабря 1842 (11 января 1843) года был произведён в мичманы.

### Служба вРоссийском императорском флоте1841—1862

#### Начало службы во флоте
После семилетнего плавания на различных кораблях в Балтийском и Белом морях Александр Фёдорович Можайский в 1849 году получил чин лейтенанта. С 1850 по 1852 год продолжал службу на Балтике.

#### Участие в экспедиции в Японию
В 1853—1855 годах Александр Фёдорович Можайский в составе экипажа фрегата «Диана» участвовал в дальнем походе Кронштадт—Япония. Задачей фрегата было возвращение из Японии дипломатической миссии адмирала Ефима Васильевича Путятина, прибывшего туда на фрегате «Паллада», в корпусе которого в ходе плавания в Японию обнаружились течи. Командиром фрегата «Диана» был Степан Степанович Лесовский. В декабре 1854 года фрегат «Диана», стоявший на якоре близ города Симода, получил значительное повреждение в результате цунами. Попытка перехода в другой японский порт для ремонта 5 января 1855 года закончилась гибелью корабля. Команда фрегата, а также его орудия были успешно эвакуированы на берег. А. Ф. Можайский вместе с лейтенантом Шиллингом и самим адмиралом Путятиным последними покинули тонущий корабль. После гибели фрегата Путятин принял решение начать на месте строительство небольшого судна с целью установления связи с Россией. На основе чертежей шхуны «Опыт», имевшихся в номере «Морского сборника» за январь 1848 года, который уцелел после гибели «Дианы», было начато строительство шхуны «Хеда». Ряд биографов Можайского утверждает, что он был автором проекта и руководителем строительства шхуны. Ю. А. Никулин, однако, приводит свидетельство очевидца событий, из которого следует, что над проектом шхуны под личным руководством Путятина работали прапорщик Карандашев и мичман А. А. Колокольцов — будущий начальник Обуховского завода. Часть экипажей фрегатов «Паллада» и «Диана» добрались до российских портов на шхуне «Хеда», а другая часть (включая и Можайского) — на американских торговых судах (ещё часть, также находясь на американском торговом судне, была захвачена англичанами).
К 19 июня Можайский прибыл в Николаевский пост, где 21 июня был назначен командиром флотилии из малых судов, а затем — командиром 10-пушечного транспорта «Двина».
В период своего пребывания в Японии Александр Фёдорович Можайский сделал множество рисунков, включая акварельные, по крайней мере часть из которых имеет, по мнению некоторых авторов, этнографическую и историческую ценность. Позднее Можайский украшал свой дом различными предметами японского происхождения, включая костюм японского самурая с вооружением, а также пейзажами Японии.
В 1856 году Можайский был вновь переведён на Балтийский флот. В 1857 году Можайский был назначен на бриг «Антенор», а затем на винтовой фрегат «Гремящий», на котором совершал плавания с членами императорской фамилии на борту, включая самого императора Александра II и его супругу императрицу Марию Александровну.

#### Участие в Хивинской экспедиции
В 1858 году Можайский принял участие в специальной российской миссии в Хиву и Бухару. В этой экспедиции Можайский занимался гидрографическими исследованиями и астрономическими измерениями. Он составил описание водного бассейна Аральского моря и реки Амударья, определил географические координаты Хивы, за что был награждён Орденом Св. Владимира 4-й степени.

#### Служба на корабле «Орёл» и командование клипером «Всадник»
По возвращении из экспедиции Можайский был назначен старшим офицером 84-пушечного винтового линейного корабля «Орёл». Современники отмечали, что, будучи в этой должности, он сумел добиться от команды «Орла» исключительно высокой выучки и слаженности действий.
8 сентября 1859 года Можайский получил очередной чин капитан-лейтенанта. Летом 1860 года он был назначен командиром строящегося в Бьернборге (ныне Пори, Финляндия) винтового клипера «Всадник». Находясь при постройке вверенного ему корабля, Александр Фёдорович Можайский руководил работами по его оснащению, а также по установке и отладке паровой машины. В 1861 году, по проведении ходовых испытаний «Всадника», Можайский отправился в длительный отпуск, после которого он был переведён на гражданскую службу.

### Гражданская служба 1862—1879
Начиная с 1861 года в связи с ограничениями, наложенными на численность флота (на Чёрном море) Парижским мирным договором (после поражения в Крымской войне), часть морских офицеров переводилась на гражданскую службу, в том числе для проведения в жизнь крестьянской реформы. Переведённым таким образом офицерам продолжали присваивать очередные воинские звания. Перевод на гражданскую службу коснулся и Александра Фёдоровича Можайского: 14 марта 1862 года он был уволен с должности командира клипера «Всадник», а в начале 1863 года назначен на должность кандидата (то есть помощника) мирового посредника Грязовецкого уезда Вологодской губернии, здесь он поселился в сельце Котельниково (ныне Можайское).
В 1867 году Александр Фёдорович Можайский принимает участие в 1-й Всероссийской этнографической выставке в качестве представителя (депутата) Вологодской губернии.
С 1868 года А. Ф. Можайский поступает на службу в «Общество северного пароходства» в Санкт-Петербурге, где занимается, в частности, сооружением спасательных станций на Балтийском море, за что получает благодарность императора. В 1869 году он переводится в Одессу — в «Русское общество пароходства и торговли» (РОПиТ). В 1869 году Александр Фёдорович в качестве поверенного вдовы своего брата Николая Фёдоровича, погибшего в результате несчастного случая, вступил в управление имением Вороновица, расположенным в Подольской губернии, в 20 км от Винницы. В 1873 году Можайский получил должность мирового судьи Брацлавского уезда Подольской губернии и занимал её до отъезда в Санкт-Петербург осенью 1876 года.
В процессе ведения хозяйства в имении Вороновица у А. Ф. Можайского неоднократно случались конфликты с местным крестьянским населением и прислугой, а также с местной (польской) администрацией. В частности, на него был подан ряд жалоб в судебные органы со стороны прислуги об оскорблении и избиении. Один из жалобщиков в процессе разбирательства отказался от своей жалобы. В другом случае Уголовная палата прекратила «по бездоказательности обвинения» дело об избиении и оскорблении А. Ф. Можайским молодой женщины (также из числа прислуживающих в имении). Сам Можайский характеризовал выдвигаемые против него обвинения как измышления людей, враждебных по отношению к русским.
По некоторым данным, эксперименты в области авиации, проводившиеся Можайским в период проживания в Вороновице, увеличивали враждебность к нему местных крестьян, считавших, что он связался с нечистой силой, которая якобы «носит его по воздуху в корыте». Боясь сглаза, молодые крестьянки при встрече с ним отворачивались и прикрывали лицо руками.
Осенью 1876 года Можайский переехал в Санкт-Петербург с целью продвижения своего проекта летательного аппарата.

### Служба в Российском императорском флоте 1879—1882
В 1879 году Можайский был вновь зачислен на действительную военную службу в чине капитана 1 ранга и направлен в Морской кадетский корпус, где вёл курс морской практики.
В июле 1882 года капитану 1 ранга Можайскому было присвоено звание генерал-майора с увольнением со службы «по домашним обстоятельствам». В марте 1886 года Можайский переименовывается в контр-адмирала.

### Личная жизнь
6 января 1860 года Александр Фёдорович Можайский познакомился с Любовью Дмитриевной Кузьминой — шестнадцатилетней дочерью покойного надворного советника Дмитрия Ивановича Кузьмина. 5 ноября 1861 года Александр Фёдорович и Любовь Дмитриевна сочетались браком. В 1863 году родился их старший сын — Александр (впоследствии — член Государственной думы), а в декабре 1865-го — младший — Николай. Вторые роды Любови Дмитриевны прошли с осложнениями, и 18 января 1866 года она скончалась.

### Смерть
Александр Фёдорович Можайский скончался в Санкт-Петербурге 20 марта [1 апреля] 1890 года от пневмонии. Могила его находится на Смоленском кладбище.

## Работы в области авиации

### Экспериментальные исследования
В 1856 году, под влиянием наблюдения за полётом птиц, Александр Фёдорович Можайский задумался над идеей создания летательного аппарата, основанного на аэродинамическом принципе. В период проживания в усадьбе Котельниково Можайский занялся научным изучением полёта птиц, а также их анатомии в части, имеющей отношение к полёту. Он отстреливал птиц сам, а также скупал убитых птиц у местного населения. На каждую отстреленную птицу заводилась карточка, содержащая высоту полёта птицы, её геометрические параметры и вес.
В период проживания в имении Вороновица (1869—1876), продолжая изучение птиц, Можайский приступил к изготовлению моделей летательного аппарата (воздушных змеев), которые он запускал с Кумовой горы. Несущие поверхности первых моделей были изготовлены с применением птичьих перьев. Затем изобретатель, поняв непрактичность такого подхода, стал использовать для обшивки другие материалы, в частности, кроличьи шкурки.

В двух публикациях 1877 и 1878 годов сообщается о том, что Можайскому удалось изготовить змей, способный, будучи буксируемым с помощью конной тяги, поднять человека. Согласно данным сообщениям, Можайский совершил на таком летательном аппарате два или три полёта. Существует мнение, что во время одного из них он повредил ногу. По словам очевидцев (прислуги имения Вороновица и местных крестьян), планер-змей Можайского сохранился в усадьбе и после его смерти, и племянник Александра Фёдоровича Н. Н. Можайский иногда также совершал на нём полёты. Согласно описаниям этих свидетелей, планер Можайского, кроме крыла, имел фюзеляж в виде лодки и четырёхколёсное шасси. Высота полёта составляла порядка двух метров («до сажени»).
Начиная с осени 1876 года Можайский проводил публичные опыты с летающими моделями самолёта в Санкт-Петербурге, в частности, в манеже Берейторской кавалерийской школы. Модели оснащались пружинным двигателем или же двигателем на основе резинового шнура. Одна из моделей демонстрировала способность взлетать после разбега на собственном шасси, совершать довольно устойчивый полёт со скоростью до 5,2 м/с (17 фут/с), а также летать с полезной нагрузкой (кортик морского офицера).
Кроме того, в ходе работы над проектом летательного аппарата Александр Фёдорович Можайский проводил аэродинамические опыты с использованием специальной аэродинамической тележки. Тележке с закреплённой на ней под определённым углом пластинкой придавалось поступательное движение, и с помощью специальных весов измерялись составляющие аэродинамической силы, действующей на пластинку, то есть подъёмная сила и лобовое сопротивление.

### Постройка первого в России натурного самолёта
К 1873 году замысел летательного аппарата у Александра Фёдоровича Можайского сложился, и в конце 1876 года он представил свой проект в Военное министерство. После рассмотрения проекта специально созданной для этого комиссией на основании её решения Можайскому было выделено 3000 рублей на проведение научных исследований с целью получения данных, необходимых для дальнейшей разработки и окончательной оценки его проекта. В 1878 году Можайский, придя к убеждению, что «требуемые для решения вопроса данные могут быть получены только над аппаратом таких размеров, на котором силою машины и направлением аппарата мог бы управлять человек», предложил перейти к более крупномасштабным работам, включавшим в себя постройку натурного самолёта, для чего, по его оценке, требовалось около 19 тыс. рублей. Другая комиссия, рассматривавшая новое предложение Можайского, отказала ему в выделении таких средств.
А. Ф. Можайский попытался опротестовать решение комиссии, направив письмо на имя управляющего делами Главного инженерного управления Военного министерства К. Я. Зверева. Эта апелляция, однако, была отклонена, а решение комиссии — утверждено военным министром.
Несмотря на отрицательное заключение комиссии, Можайский продолжил работать над постройкой натурного самолёта, вкладывая в неё главным образом свои собственные средства. Ему удалось получить пособие на поездку за границу с целью приобретения двигателей для летательного аппарата в размере 2500 руб. По словам самого Можайского, эти средства покрыли только расходы на поездку, непосредственно же изготовление машин он оплатил из собственного кармана. Ещё около 2800 рублей были получены от ряда частных лиц (А. П. Ольденбургского, И. И. Воронцова-Дашкова, М. Д. Скобелева) в качестве пожертвований.
Летом 1882 года началась на военном поле около станции Дудергоф, возле Красного Села, под Санкт-Петербургом, собственно постройка натурного самолёта. Не сохранилось документов, подробно зафиксировавших испытания самолёта Можайского. В ряде публикаций, появившихся уже после смерти Можайского — в конце XIX — начале XX века, — сообщалось, что аппарат потерпел аварию при попытке взлёта. В некоторых из них также указывалось, что при этом имел место кратковременный отрыв аппарата от земли.
В СССР неоднократно предпринимались попытки, основанные на скудных сведениях о техническом облике самолёта Можайского, установить (теоретически или экспериментально) его вероятные лётно-технические данные и ответить на вопросы о возможности совершения им установившегося полёта и об условиях, при которых он бы мог совершить взлёт. Эти исследования давали различные результаты. Согласно последним исследованиям, проведённым в ЦАГИ, развиваемая силовой установкой самолёта Можайского мощность была недостаточна для установившегося горизонтального полёта.
А. Ф. Можайский пытался отремонтировать самолёт и модернизировать силовую установку, повысив её мощность, однако из-за отсутствия средств не успел сделать этого до своей кончины в 1890 году. После смерти А. Ф. Можайского его сыновья пытались продать самолёт правительству, но получили отказ. В мае 1891 года им было предписано убрать аппарат с военного поля. Дальнейшая судьба самолёта Можайского точно не известна. По сведениям академика А. Н. Крылова, он был продан с аукциона. Паровые машины, снятые с самолёта Можайского в 1885 г., хранились на Балтийском судостроительном заводе, где впоследствии были уничтожены пожаром.

## Награды
- 30 ноября 1855 года за участие в дальневосточной кампании во время Крымской войны награждён орденом Святого Станислава II степени
- 26 августа 1856 года награждён бронзовой медалью на Андреевской ленте «В память войны 1853—1856 гг.»
- 23 марта 1859 года за участие в Хивинской экспедиции и походе в Бухару награждён орденом Святого Владимира 4 степени.
- 19 февраля 1861 года награждён нагрудным знаком отличия «За успешное введение Положения 19 февраля 1861 года»

## Можайский в культуре
В 1950 году советский поэт Сергей Васильев опубликовал поэму «Первый в мире», посвящённую работе А. Ф. Можайского над своим самолётом. Вот как описаны в ней испытания самолёта Можайского:

| Проснулась в машинах могучая сила, снаряд весь напрягся, запел, задрожал и, как бы очнувшись, легко побежал по твёрдой дорожке прямого настила, по струганным доскам, с уклона, с уклона. Мгновенье — колёса вприпрыжку пошли навстречу ромашкам, над кромкой зелёной и вдруг отделились от грешной земли. — Летит! — раздалось над полынным простором. — Глядите же! Честное слово, летит! — В едином порыве, с весёлым напором «ура» раскатилось. | Не помня обид, не чуя от радости ног под собою, внезапно и сказочно став молодым, Можайский бежал за созданьем своим, за гордой мечтой, завоёванной с бою, за первой, последней любовью хмельною, за ясным, волшебным рожденьем вторым. Бежал, как безумный, не чувствуя ноши, всей грудью дыша, приминая цветы, не видя, не слыша, как били в ладоши, как в знойное небо цветистой порошей летели фуражки, перчатки, зонты. |
— Васильев С. А. Избранное. — М.: Гослитиздат, 1960.
В 1950 году был снят художественный фильм «Жуковский» о научной деятельности Николая Егоровича Жуковского (режиссёр В. И. Пудовкин), в котором имеется эпизод с испытаниями самолёта Можайского. Для съёмок под руководством В. Б. Шаврова был изготовлен макет самолёта Можайского в половину натуральной величины.
В 2013 году белорусский автор Анатолий Евгеньевич Матвиенко опубликовал фантастический роман «Аэропланы над Мукденом» в жанре альтернативной истории. Согласно авторскому замыслу, у Можайского появились единомышленники и последователи, которые смогли преодолеть не только огромные инженерно-технические трудности на пути создания самолёта, но и такие препятствия, как чиновничий произвол, национальную нетерпимость, желание сделать на «авось» там, где нужен математический расчёт. В итоге в романе российские авиаторы поднимают в небо аэропланы в ходе русско-японской войны.
Фантастически переосмысленная история создания самолёта Можайского составляет сюжетную основу романа Виктора Пелевина «Лампа Мафусаила» (2016).

## Память об А. Ф. Можайском
- В 1955 году имя Можайского присвоено Ленинградской военно-воздушной академии Красной Армии. Ныне это Военно-космическая академия имени А. Ф. Можайского в Санкт-Петербурге.
- В честь Можайского назван посёлок Можайское в Вологодской области, который находится на месте сельца Котельниково. В посёлке открыт Историко-мемориальный дом-музей А.Ф.Можайского.
- Музей пионеров авиации и космонавтики имени А. Ф. Можайского (Красное Село, Санкт-Петербург).
- Музей истории авиации и космонавтики имени А. Ф. Можайского в посёлке Вороновица (Винницкая область).
- Памятник А. Ф. Можайскому установлен в Красном Селе.
- Именем Можайского названы улицы в городах Вологда, Екатеринбург, Казань, Красноярск, Ставрополь, Тверь, Ульяновск, Черкассы, Уссурийск и в ряде других городах бывшего СССР.
- Именем Можайского назван проезд и площадь в городе Кирове. На площади установлен самолёт-памятник Ан-8.
- Формулой Можайского называют выведенное им уравнение существования летательного аппарата[37].
- Серебряная памятная монета номиналом в 2 рубля была выпущена к  200-летию со дня рождения Можайского[38].

На Украине в Запорожье ежегодно проводились Международные молодёжные научно-технические чтения имени А. Ф. Можайского, участие в которых принимали представители предприятий авиационной отрасли.

## Другие пионеры авиации
- Алберту Сантус-Думонт
- Телешов, Николай Афанасьевич
- Бауэр, Мельхиор
- Кейли, Джордж
- Хенсон, Уильям
- Пено, Альфонс
- Лилиенталь, Отто
- Братья Райт
- Максим, Хайрем Стивенс
- Адер, Клеман
- Лэнгли, Сэмюэл Пирпонт